# Karl Bartsch
Karl Friedrich Adolf Konrad Bartsch (Sprottau, Silèsia (actualment Szprotawa, a Polònia), 25 de febrer de 1832 - Heidelberg, 19 de febrer de 1888) fou un germanista i romanista alemany, fundador del primer institut de germanística en una universitat alemanya.

## Vida
Karl Bartsch va estudiar a l'institut catòlic de Gleiwitz i després al de Breslau. Des de 1849 estudià a la Universitat de Breslau, on seguí estudis de filologia clàssica però també assistí a les classes del germanista Karl Weinhold. El 1851 es traslladà a la Universitat de Berlin on assistí als cursos de Wilhelm Grimm i Heymann Steinthal. El 1853 llegí la tesi doctoral (De veteris theodiscae linguae praesertim Otfridi arte metrica) a la Universitat de Halle an der Saale. Després de pensar a ser actor i intentar aconseguir una plaça de funcionari, acceptà l'oferta de fer un viatge d'estudis per les biblioteques de Paris, Londres i Oxford per copiar manuscrits trobadorescos. En tornar, fou professor particular en la família d'un baró, però el 1855 ocupà el lloc de curador de la Biblioteca del Germanisches Nationalmuseum a Nuremberg, aleshores recentment creat.
El 1858 es mudà a Rostock, on fundà, en el mateix any, el primer institut de germanística en una universitat alemanya. En aquesta universitat fou rector per dos anys. Després acabà la seva carrera, des de 1871 fins a la seva mort, pocs dies abans de complir els 56 anys, a la Universitat de Heidelberg.
Fou editor de la revista Germania de 1869 a 1877.

## Obra
Bartsch fou un germanista i romanista que dedicà la seva recerca a l'estudi i edició de les obres de la literatura medieval en els dos àmbits (tant alemany antic i mig, com francès, italià i occità medievals). Fou editor de lírica germànica medieval (de Minnesänger com Walther von der Vogelweide); edità el cantar dels Nibelungs així com altres obres de la literatura alemanya medieval (com la novel·la Parzival und Titurel de Wolfram von Eschenbach).
Pel que fa a l'occità, el seu principal tema d'estudi en la romanística, publicà ja de jove un Provenzalisches Lesebuch (1856), que després reedità convertida en una Chrestomahie provençale (1868), i Grundriss zur Geschichte der provenzalischen Literatur (1872), que establí moltes bases de l'estudi de la literatura trobadoresca, per exemple, l'inventari i siglació de cançoners. Fou editor del trobador Peire Vidal (Peire Vidal's Lieder, Berlin, 1857). Reedità Die Poesie der Troubadours i Leben und Werken der Troubadours de Friedrich Diez.
Pel francès publicà Chrestomathie de l'ancien français (1866) i Altfranzösische Romanzen und Pastourellen (1870).
També publicà una traducció de la Commedia de Dante.
El seu nom també és conegut perquè va ser el primer a descriure l'evolució històrica del gal·loromànic que porta el seu nom: llei de Bartsch.

## Altres publicacions
Vegeu les publicacions al catàlegs de biblioteques
- Catàleg de les biblioteques alemanyes
- Obres de Karl Bartsch al Catàleg col·lectiu de les Universitats Catalanes